# Molophilus (Molophilus) crassulus
Molophilus (Molophilus) crassulus is een tweevleugelige uit de familie steltmuggen (Limoniidae). De soort komt voor in het Palearctisch gebied.